# Jean-Pierre Miquel
Jean-Pierre Miquel (22 de enero de 1937 - 22 de febrero de 2003) fue un director y actor teatral y cienmatográfico francés.

## Biografía
Nacido en Neuilly-sur-Seine, Francia, fue nombrado director artístico del Teatro del Odéon entre 1971 y 1977, director del Conservatoire national supérieur d'art dramatique desde 1982 a 1993, y administrador de la Comédie-Française entre 1993 y 2001.
En 1985, como director del Conservatoire national supérieur d'art dramatique de París, llevó a cabo una gran exposición de cuadros de Dolores Puthod dedicados a la Comedia del arte, escribiendo artículos publicados en el "Catalogo generale delle Opere di Dolores Puthod".
Jean-Pierre Miquel falleció en Vincennes, Francia, en el año 2003, a causa de un cáncer. Fue enterrado en el Cementerio del Père-Lachaise.

## Teatro

### Actor
- 1965 : El Greco, de Luc Vilsen, escenografía de Georges Vitaly, Théâtre du Vieux-Colombier
- 1975 : Suréna, de Pierre Corneille, escenografía de Jean-Pierre Miquel, Teatro del Odéon
- 1980 : La Malédiction, a partir de Los siete contra Tebas (de Esquilo), Las fenicias (de Eurípides) y Antígona (de Sófocles), escenografía de Jean-Pierre Miquel, Festival de Aviñón * 1982 : Night and Day, de Tom Stoppard, escenografía de Jacques Rosner, Maison de la Culture André Malraux Reims, Teatro Nacional de Niza

### Director
- 1964 : Suréna, de Pierre Corneille, Théâtre Récamier
- 1965 : Cinna, de Pierre Corneille, Théâtre Récamier
- 1965 : Oreste, de Vittorio Alfieri, Arrás y Théâtre Récamier
- 1966 : El Cid, de Pierre Corneille, Théâtre Antoine
- 1967 : Horacio, de Pierre Corneille, Théâtre des Variétés
- 1967 : La Butte de Satory, de Pierre Halet, Teatro Nacional de Chaillot y Théâtre Récamier
- 1968 : Renaud et Armide, de Jean Cocteau, Amiens
- 1969 : Spectacle des auteurs contemporains, cinco piezas en un acto reuniendo a Pierre Halet, Guy Foissy, Rixe de Jean-Claude Grumberg, Victor Haïm y Fernando Arrabal, Casa de la Cultura de Amiens
- 1969 : L'Étoile de Séville, de Félix Lope de Vega, Festival de Théâtre baroque de Montauban
- 1969 : La Malédiction, montaje de textos de Esquilo, Sófocles y Eurípides, París y provincia
- 1970 : Antígona, de Bertolt Brecht, Amiens
- 1975 : Don Juan, de Molière, con la Jeune Théâtre National, provincias
- 1980 : La Malédiction, a partir del anterior Los siete contra Tebas (de Esquilo), Las fenicias (de Eurípides) y Antígona (de Sófocles), Festival de Aviñón
- 1981 : Les Vacances, de Jean-Claude Grumberg, Centre dramatique de Reims
- 1983 : Le Roi Victor, de Louis Calaferte
- 1984 : La double inconstance, de Pierre de Marivaux, Conservatoire national d'art dramatique y gira por Estados Unidos
- 1984 : Le Fauteuil à bascule, de Jean-Claude Brisville, Casa de la Cultura de Loire-Atlantique Nantes
- 1985 : La Bataille de Waterloo, de Louis Calaferte, Teatro de los Campos Elíseos
- 1985 : La colección, de Harold Pinter, centre dramatique national de Reims
- 1988 : Les Sincères, de Pierre de Marivaux, Rencontres d'été de la Cartuja de Notre-Dame-du-val-de-Bénédiction (alumnos del Conservatoire National Supérieur d’Art Dramatique)
- 1989 : Le Souper, de Jean-Claude Brisville, Théâtre Montparnasse
- 1990 : L’Officier de la garde, de Ferenc Molnár, Teatro de los Campos Elíseos
- 1991 : L'Antichambre, de Jean-Claude Brisville, Théâtre de l'Atelier

Teatro del Odéon
- 1972 : Le Comte Oderland, de Max Frisch, compañía de la Comédie-Française
- 1972 : La Grande Muraille, de Max Frisch
- 1972 : Antígona, de Bertolt Brecht, compañía de la Comédie-Française
- 1973 : C’est la guerre, M. Grüber, de Jacques Sternberg, compañía de la Comédie-Française
- 1973 : Chez les Titch, de Louis Calaferte, compañía de la Comédie-Française
- 1974 : La Catin aux lèvres pouces, de René Clair
- 1975 : Othon, de Pierre Corneille
- 1975 : Suréna, de Pierre Corneille
- 1976 : Don Juan ou l’amour de la géométrie, de Max Frisch
- 1976 : Trafic, de Louis Calaferte, compañía de la Comédie-Française
- 1976 : Mo, de Louis Calaferte
- 1977 : Tío Vania, de Antón Chéjov
- 1981 : Tu as bien fait de venir, Paul, de Louis Calaferte
- 1982 : Hedda Gabler, de Henrik Ibsen
- 1982 : Le Fauteuil à bascule, de Jean-Claude Brisville, Teatro de los Campos Elíseos
- 1985 : L'Entretien de M. Descartes avec M. Pascal le jeune, de Jean-Claude Brisville, Théâtre Moderne
- 1986 : Los justos, de Albert Camus

Comédie-Française
- 1970-1971 : Soirées littéraires : Auteurs nouveaux : Femmes parallèles (de François Billetdoux) y Cœur à deux (de Guy Foissy)
- 1971 : Horacio, de Pierre Corneille
- 1972 : Le Comte Oderland, de Max Frisch
- 1972 : Antígona, de Bertolt Brecht
- 1973 : C'est la guerre, Monsieur Gruber, de Jacques Sternberg
- 1978 : Británico, de Jean Racine
- 1981 : Sertorius, de Pierre Corneille
- 1983 : La Seconde Surprise de l'amour y La Colonie, de Marivaux
- 1987 : Viejos tiempos, de Harold Pinter, Teatro Montparnasse
- 1994 : Comment va le monde, môssieu ? il tourne, môssieu !, de François Billetdoux, Théâtre national de la Colline
- 1995 : La Double Inconstance, de Pierre de Marivaux
- 1996 : Les Fausses Confidences, de Pierre de Marivaux
- 1996 : Les Derniers Devoirs, de Louis Calaferte, Théâtre du Vieux-Colombier
- 1997 : L'Alerte, de Bertrand Poirot-Delpech, Théâtre du Vieux-Colombier
- 1997 : Textes de Bertolt Brecht, lectura
- 1998 : Euphonia, de Hector Berlioz, creación musical de Michaël Levinas, Théâtre du Vieux-Colombier
- 1998 : Paroles de théâtre, de Louis Jouvet
- 1998 : Le Legs, de Pierre de Marivaux
- 2000 : El misántropo, de Molière, Théâtre du Vieux-Colombier
- 2001 : Textes de Louis Jouvet, lectura en el Studio-Théâtre de la Comédie-Française
- 2002 : Hedda Gabler, de Henrik Ibsen, Théâtre du Vieux-Colombier

## Filmografía

### Cine
- 1969 : Z, de Costa-Gavras
- 1972 : L'Étrangleur, de Paul Vecchiali
- 1975 : Section spéciale, de Costa-Gavras
- 1982 : Tout feu, tout flamme, de Jean-Paul Rappeneau
- 1985 : Bras de fer, de Gérard Vergez
- 1990 : Tatie Danielle, de Étienne Chatiliez
- 1990 : Lacenaire, de Francis Girod
- 1992 : Max et Jérémie, de Claire Devers
- 1993 : Hélas pour moi, de Jean-Luc Godard
- 1998 : Terminale, de Francis Girod

### Televisión
- 1984 : Raison perdue, de Michel Favart
- 1989 : L'ingénieur aimait trop les chiffres, de Michel Favart
- 1995 : Les Alsaciens ou les Deux Mathilde, de Michel Favart
- 1997 : Un homme digne de confiance, de Philippe Monnier